# Aphanogryllacris modesta
Aphanogryllacris modesta är en insektsart som först beskrevs av Heinrich Hugo Karny 1925.  Aphanogryllacris modesta ingår i släktet Aphanogryllacris och familjen Gryllacrididae. Inga underarter finns listade i Catalogue of Life.